# 宇宙エレベーター協会
一般社団法人宇宙エレベーター協会（うちゅうえれべーたーきょうかい、英称：Japan Space Elevator Association, JSEA）は、日本の宇宙開発を研究する協会である。

## 概要
宇宙エレベーター協会は、技術の推進、社会への普及、教育等を通じて、宇宙エレベーターを実現するための活動を積極的に行う協会である。2008年から毎年、情報交換や交流を目的とした「宇宙エレベーター学会」を開催したり、2009年から毎年、無人小型昇降機の昇降速度や安定性を競う協議会「宇宙エレベーター競技会」を開いたりしている。

## 沿革
- 2008年設立

## 活動
- 宇宙エレベーター技術競技会JSETEC2009～2012[4]
- 宇宙エレベーター技術競技会SPEC2013~2017（宇宙エレベーターチャレンジ）[4]
- 宇宙エレベーター技術競技会GSPEC2018[4]

### 広報
- 2013/05/22高校英語教科書・啓林館『LANDMARK English Communication I』（文部科学省検定済教科書）のレッスン9(12ページ)は丸ごとSpace Elevator。JSEAについても紹介。[5]
- 未来ビジョン#102宇宙エレベーターで日本を宇宙開発大国に　ゲスト：宇宙エレベーター協会・副会長青木義男